# Curtis Crider
Curtis Crider (* 7. Oktober 1930; † 21. Dezember 2012) war ein US-amerikanischer NASCAR-Rennfahrer. Den Spitznamen „Crawfish“ bekam er, nachdem er bei einem Rennen in Daytona mit seinem Wagen in den Lake Lloyd fuhr.

## Karriere
Crider wurde als einer der Pioniere der NASCAR bekannt und fuhr in seiner Karriere insgesamt 232 Rennen. Sein Debüt feierte er im Jahr 1959, fuhr jedoch bis Ende 1960 nur wenige Rennen. Ab 1961 bis 1964 war er bei den meisten der NASCAR als Fahrer aktiv und konnte sich im Verlauf der Jahre mehrmals unter den Top 5 platzieren. Er schaffte es zudem mehrmals als Drittplatzierter auf das Podium. 1964 erreichte in der Gesamtwertung den sechsten Platz und fuhr 59 von 62 Rennen. Nach diesem Jahr beendete er seine Karriere als NASCAR-Rennfahrer und etablierte sich in verschiedenen Stockcar-Rennen in Florida. Er gewann dabei die Florida State Championship dreimal in Folge zwischen 1972 und 1974.
Wie viele andere NASCAR-Rennfahrer seiner Zeit war er in den Zeiten der Prohibition im Schmuggeln von Samogon aktiv.

## Nach Karriereende
Nach seinem Karriereende schrieb er ein Buch namens "The Road to Daytona" (deutsch: Der Weg nach Daytona) und eröffnete später eine Restaurationswerkstatt.